# Barrais-Bussolles
Barrais-Bussolles är en kommun i departementet Allier i regionen Auvergne-Rhône-Alpes i de centrala delarna av Frankrike. Kommunen ligger  i kantonen Lapalisse som ligger i arrondissementet Vichy. År 2022 hade Barrais-Bussolles 185 invånare.

## Befolkningsutveckling
Antalet invånare i kommunen Barrais-Bussolles
Referens: INSEE